# Oxymetopon formosum
Oxymetopon formosum är en fiskart som beskrevs av Fourmanoir, 1967. Oxymetopon formosum ingår i släktet Oxymetopon och familjen Ptereleotridae. Inga underarter finns listade i Catalogue of Life.